# Synagris hoplopoides
Synagris hoplopoides är en stekelart som beskrevs av Schulthess 1923. Synagris hoplopoides ingår i släktet Synagris och familjen Eumenidae. Inga underarter finns listade i Catalogue of Life.